# یسایی استپانیان
یسایی استپانیان (Եսայի Ստեփանյան؛ ) یک سیاستمدار اهل ارمنستان است که از تاریخ ۱۹۹۱ تا تاریخ ۱۹۹۳ در دولت وازگن مانوکیان سمت وزیر روابط تجارت خارجی ارمنستان را برعهده داشت.

## زندگی‌نامه
وی هم‌اکنون در بلغارستان زندگی می‌کند.

## یادداشت
1. ↑  Հայաստանի տնտեսական արտաքին կապերի նախարար/Minister of Foreighn Trade Relations